# Gloria
Gloria (Andělský chvalozpěv ) je součást eucharistické bohoslužby v latinském ritu a jako takové tvoří též součást hudební mše. Název je odvozen od prvního slova starobylého hymnu římské církve ze 4. století Gloria in excelsis Deo čili Sláva na výsostech Bohu. V katolické liturgii se Gloria používá o nedělích a velkých svátcích, vynechává se v době adventní a postní.

## Text
Latinský text
Gloria in excelsis Deo

et in terra pax hominibus bonae voluntatis.

Laudamus te. Benedicimus te.

Adoramus te. Glorificamus te.

Gratias agimus tibi propter magnam gloriam tuam.

Domine Deus, Rex caelestis,

Deus Pater omnipotens.

Domine Fili unigenite, Jesu Christe,

Domine Deus, Agnus Dei, Filius Patris.

Qui tollis peccata mundi, miserere nobis,

qui tollis peccata mundi, suscipe deprecationem nostram.

Qui sedes ad dexteram Patris, miserere nobis.

Quoniam tu solus Sanctus, tu solus Dominus,

tu solus Altissimus, Jesu Christe

cum sancto Spiritu, in gloria Dei Patris.

Amen.
Český překlad
Sláva na výsostech Bohu

a na zemi pokoj lidem dobré vůle.

Chválíme tě. Velebíme tě.

Klaníme se ti. Oslavujeme tě.

Vzdáváme ti díky pro tvou velikou slávu.

Pane a Bože, nebeský Králi,

Bože, Otče všemohoucí.

Pane, jednorozený Synu, Ježíši Kriste.

Pane a Bože, Beránku Boží, Synu Otce.

Ty, který snímáš hříchy světa, smiluj se nad námi,

ty, který snímáš hříchy světa, přijmi naše prosby.

Ty, který sedíš po pravici Otce, smiluj se nad námi.

Neboť ty jediný jsi Svatý, ty jediný jsi Pán,

ty jediný jsi Svrchovaný, Ježíši Kriste,

se svatým Duchem, ve slávě Boha Otce.

Amen.